# 流氓師表
《流氓師表》（英語：The Teacher Without Chalk）是2000年上映的香港電影。麥啟光導演，張家輝、蒙嘉慧、小松拓也主演。外界認為本片參考了日本漫畫《GTO麻辣教師》。

## 演员
| 演员     | 角色           | 备注                                         |
| 張家輝   | 張英           | 影射張瑛，小混混，其後成為利物浦紀念中學教師 |
| 蒙嘉慧   | 魯媚           | 利物浦紀念中學地理科教師，人稱「地理魯媚」   |
| 小松拓也 | 小野大作       | 利物浦紀念中學教師                           |
| 杜汶澤   | 蝌蚪           | 小混混，張英手下                             |
| 徐錦江   |                | 利物浦紀念中學校長                           |
| 莫文蔚   | 德嫻修女       | 影射德蘭修女，利物浦紀念中學校董             |
| 盧惠光   | 盧Sir          | 利物浦紀念中學訓導主任                       |
| 連靜雯   | Joan           | 利物浦紀念中學中四E班學生                    |
| 高皓正   | Don            | 利物浦紀念中學中四E班學生                    |
| 陳惠敏   | Willy Ben Chan | 模特兒公司老闆                               |
| 林國斌   | 投資經紀       |                                              |
| 陸劍明   | 江湖人物       | 客串                                         |
| 方平     | 校董           | 客串                                         |
| 饒芷昀   | 清潔女工       |                                              |

## 外部連結
- 開眼電影網上《流氓師表》的資料（繁體中文）
- 香港影庫上《流氓師表》的資料（繁體中文）
- 时光网上《流氓師表》的資料（简体中文）
- 豆瓣电影上《流氓師表》的資料 （简体中文）
- 互联网电影数据库（IMDb）上《流氓師表》的资料（英文）